# Итэн Фроум (фильм)
«Итэн Фроум» (англ. Ethan Frome) — кинофильм совместного британо-американского производства, экранизация одноимённого произведения Эдит Уортон. Дебют кинорежиссёра Джона Мэддена на большом экране. Фильм был выпущен в 1993 году.

## Сюжет
Итэн и Зина — семейная пара. Зина тяжело больна, по совету врача ей требуется освобождение от домашней работы. К ней приезжает дальняя молодая родственница, оставшаяся без родителей, и становится работницей по хозяйству. Итэн, уставший от унылой жизни с вечно брюзжащей женой, влюбляется в гостью.

## В ролях
| Актёр           | Роль                 |
| --------------- | -------------------- |
| Лиам Нисон      | Итэн Фроум           |
| Патрисия Аркетт | Мэтти Силвер         |
| Джоан Аллен     | Зинобия «Зина» Фроум |
| Тейт Донован    | преподобный Смит     |
| Стивен Мендилло | Нед Хэйл             |
| Фил Гэррен      | мистер Хоу           |
| Вирджиния Смит  | миссис Хоу           |
| Энни Нессен     | Сара Энн Хоу         |
| Кэтрин Хотон    | миссис Хэйл          |
| Джордж Вудард   | Йотэм Пауэлл         |
| Джей Гоеде      | Денис Иди            |

## История проката
Премьера фильма в США состоялась 12 марта 1993 года в 17 кинотеатрах. Всего в американском прокате лента пробыла две недели, собрав при этом 296 081 $ и получила смешанные отзывы кинокритиков, о чём свидетельствует половинчатый рейтинг на сайте-накопителе рецензий Rotten Tomatoes. В числе недостатков картины, отмечалось её неспособность соответствовать духу литературного первоисточника.